# Svetlana Katok

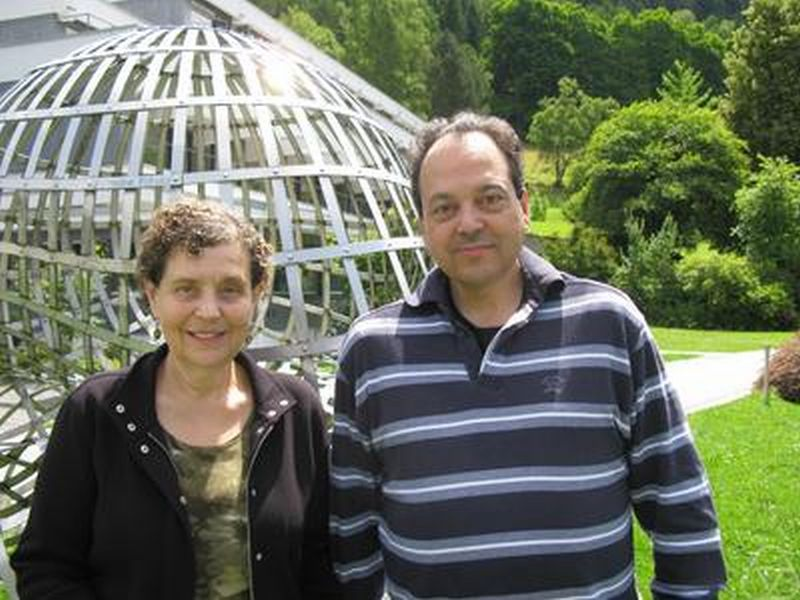
Svetlana und Anatole Katok, Oberwolfach 2009

Svetlana Katok (* 1. Mai 1947 in Moskau) ist eine russisch-US-amerikanische Mathematikerin, die sich mit hyperbolischer Geometrie, symmetrischen Räumen, Fuchsschen Gruppen, Zahlentheorie und dynamischen Systemen beschäftigt. Seit 1990 lehrt sie an der Pennsylvania State University.

## Leben und Wirken
Svetlana Katok wuchs als Tochter des Mathematikhistorikers Boris Rosenfeld in Moskau auf. Sie beschloss mit 13 Jahren, Mathematikerin zu werden, und machte 1969 an der Lomonossow-Universität ihren Abschluss. Da ihr ein Promotionsstudium aus politisch-antisemitischen Gründen verweigert wurde, arbeitete sie zunächst als Mathematiklehrerin. 1978 wanderte sie in die USA aus und wurde 1983 bei Don Zagier an der University of Maryland promoviert. Danach war sie an mehreren kalifornischen Universitäten, u. a. am Caltech und in Berkeley, bevor sie 1990 an die Pennsylvania State University ging, wo sie seit 1994 Professorin ist. Sie ist mit dem Mathematiker Anatole Katok verheiratet (ebenfalls Professor an der Penn State), mit dem sie das MASS-Programm für Vordiplom-Studenten an der Penn State leitet.
Svetlana Katok befasste sich ursprünglich mit dynamischen Systemen und wechselte in den USA zu Arbeiten über die Anwendung dieser Theorien in der Zahlentheorie und bei Modulformen.
Sie hat drei Kinder; ihre Tochter Danya Katok ist Sopranistin, Elena Katok ist Professorin für Betriebswirtschaft.
2001 erhielt sie den Eberly College Distinguished Service Award und 2004 war sie Noether Lecturer. Sie ist Fellow der American Mathematical Society.

## Schriften
- Fuchsian Groups. University of Chicago Press 1992.
- {\displaystyle p}-adic analysis compared to real. AMS/MASS, Providence 2007.
- Herausgeberin mit Tabachnikov, Alexei Sossinsky MASS Selecta-teaching and learning advanced undergraduate mathematics. AMS, Providence 2003 (darin: {\displaystyle p}-adic analysis compared to real sowie Continued fractions, hyperbolic geometry and quadratic forms).
- mit Anatole Katok, Sergej Tabachnikov: MASS Program at Penn State. Mathematical Intelligencer, Bd. 24, 2002, S. 50.
- mit Ilie Ugarcovici: Symbolic dynamics for the modular surface and beyond. Bulletin AMS, Bd. 44, 2007, Nr. 2, S. 87–132.
- Coding of closed geodescis after Gauss and Morse. Geometria Dedicata, Bd. 63, 1996, S. 123.
- Closed geodesics, periods and arithmetic of modular forms. Inventiones Mathematicae, Bd. 80, 1985, S. 469.